# Scolops sulcipes
Scolops sulcipes är en insektsart som först beskrevs av Thomas Say 1825.  Scolops sulcipes ingår i släktet Scolops och familjen Dictyopharidae. Inga underarter finns listade i Catalogue of Life.